# Риоача

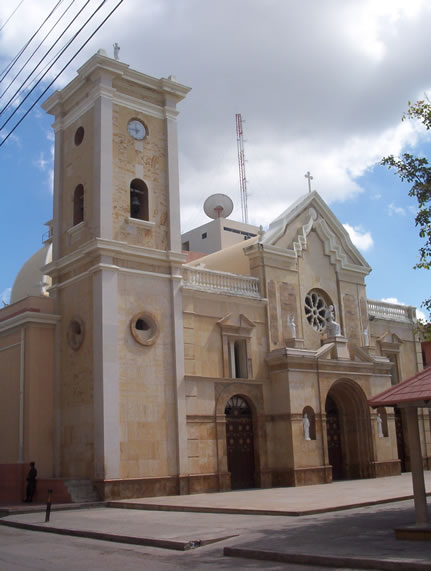
Собор Пресвятой девы Марии Епархии Риоачи

Риоа́ча (исп. Riohacha) — город, расположенный на северо-западе Колумбии, на полуострове Гуахира. Порт на побережье Карибского моря. Основан в 1545 году. Столица департамента Гуахира.
Северо-восточнее города (в Манауре) из морской воды добывается соль.

## Города-побратимы
- Маракайбо (исп. Maracaibo), Венесуэла
- Майами (англ. Miami), США
- Монтеррей (исп. Monterrey), Мексика
- Ораньестад (нидерл. и папьям. Oranjestad), Аруба
- Вальедупар (исп. Valledupar), Колумбия
- Виллемстад (нидерл. и папьям. Willemstad), Кюрасао
- Санта-Марта (исп. Santa Marta), Колумбия
- Картахена (исп. Cartagena), Колумбия
- Барранкилья (исп. Barranquilla), Колумбия